# ایزابلا ۲۱۰
سیارک ۲۱۰ (به انگلیسی: 210 Isabella) دویست و دهمین سیارک کشف شده‌است که در ۱۲ نوامبر ۱۸۷۹ کشف شد.
قدر مطلق سیارک برابر ۹٫۳۳ است.